# هونتلي كيتشن

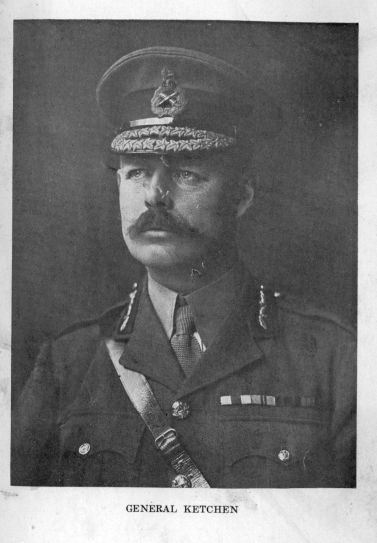
اللواء هونتلي دوغلاس برودي كيتشن

اللواء هونتلي دوغلاس برودي كيتشن (بالإنجليزية: Huntly Douglas Brodie Ketchen)‏ هو جندي وسياسي كندي سابق ولد في 22 مايو, 1872 وتوفي عام 1959. خدم في الجمعية التشريعية لمانيتوبا كممثل للمحافظين بين عامي 1932-1945.